# Europees clubhonkbal 2019
Het Europees clubhonkbal in 2019 omvatte drie bekertoernooien die door de Europese Honkbalfederatie (CEB) werden georganiseerd.
1. de 56e editie van de European Champions Cup; het oudste en belangrijkste bekertoernooi dat sinds 1963 wordt georganiseerd en tot 2013 als de Europa Cup (I) bekend stond.
2. de 19e editie van de CEB Cup; in 2016 heringevoerd nadat deze eerder van 1993-2007 werd gespeeld.
3. de 4e editie van de Federations Cup; in 2016 ingevoerd.

Dit seizoen namen er 34 clubteams uit 20 landen deel in een van de drie bekertoernooien.

## Champions Cup
Dit toernooi werd van 4 tot en met 8 juni gespeeld in Bologna en Castenaso, Italië. In het “Stadio Gianni Falchi” in Bologna werden elf wedstrijden gespeeld en in Castenaso acht. De Belgische landskampioen, Deurne Spartans, kwam in deze cup uit dankzij de winst van Borgerhout Squirrels in de CEB Cup in de vorige editie.
De Italiaanse club UnipolSai Bologna werd voor de zesde keer winnaar van dit belangrijkste Europese honkbaltoernooi door in de finale L&D Amsterdam Pirates met 8-0 te verslaan. De beide finalisten stonden voor het eerst tegenover elkaar in een finale. Voor UnipolSai (Fortitudo) Bologna was het de veertiende Europese finale en de dertiende in de EC-I/Champions Cup, in 1993 was het finalist in de CEB Cup. Voor L&D Amsterdam Pirates was het de tweede finaleplaats, in 2016 werd er in de Champions Cup gewonnen van Rimini BC.
Voor de 32e keer (op 56 edities) ging de bekerzege in de EC-I/CC naar een Italiaanse club. Zes clubs waren hiervoor verantwoordelijk. Parma Baseball is met dertien zeges recordhouder. Naast Fortitudo won ook Nettuno BC er zes, Milano Baseball en Rimini BC beide drie en Bbc Grosseto een.
Uitslagen
| Groep A |                  |       |      |          |          |
| #       | Club             | W - V | PARM | ROUE     | BONN     |
| 1       | Curaçao Neptunus | 3 - 0 | 2-1  | 8-3      | 14-7 (7) |
| 2       | ParmaClima       | 2 - 1 |      | 21-3 (5) | 17-8     |
| 3       | Rouen Huskies    | 1 - 2 |      |          | 11-9     |
| 4       | Bonn Capitals    | 0 - 3 |      |          |          |

| Groep B |                       |       |      |          |          |
| #       | Club                  | W - V | BOLO | OSTR     | DEUR     |
| 1       | L&D Amsterdam Pirates | 3 - 0 | 2-1  | 22-5 (5) | 17-0 (5) |
| 2       | UnipolSai Bologna     | 2 - 1 |      | 16-5 (7) | 11-0 (8) |
| 3       | Ostrava Arrows        | 1 - 2 |      |          | 17-2 (6) |
| 4       | Deurne Spartans       | 0 - 3 |      |          |          |

| 1e-4e plaats |                       |         |                       |
| HF           | UnipolSai Bologna     | 10-3    | Curaçao Neptunus      |
| HF           | L&D Amsterdam Pirates | 8-4     | ParmaClima            |
|              |                       |         |                       |
| 3e/4e        | Curaçao Neptunus      | 9-0 (r) | ParmaClima            |
| F            | UnipolSai Bologna     | 8-0     | L&D Amsterdam Pirates |

| 5e-8e plaats |                               |                               |                               |
| HF           | Rouen Huskies                 | 5-4                           | Deurne Spartans               |
| HF           | Bonn Capitals                 | 7-6 (10)                      | Ostrava Arrows                |
|              |                               |                               |                               |
| 7e/8e        | Ostrava Arrows                | 13-3 (7)                      | Deurne Spartans *             |
| 5e           | Bonn Capitals + Rouen Huskies | Bonn Capitals + Rouen Huskies | Bonn Capitals + Rouen Huskies |

## CEB Cup
Dit toernooi werd van 5 tot en met 9 juni gespeeld in Brno, Tsjechië. In het stadion van Draci werden veertien en in het stadion van Hroši vijf wedstrijden gespeeld. Vanwege het niet deelnemen van de Champions Cup degradant van het vorige seizoen, T&A San Marino, werd deze plaats ingevuld door een Kroatische club, het land dat vorig jaar de startplaats verloor. Spanje nam de startplaats van België over.
De Duitse club VOITH Heidenheim werd voor de eerste keer winnaar van een Europees honkbaltoernooi door in de finale Draci Brno met 3-0 te verslaan. De finalisten bereikten beide voor de derde keer een finale. Heidenheim was in 2007 ook finalist in de CEB Cup en in 2010 in de Europacup-I. Draci won in 2016 de Federations Cup en in 2017 de CEB Cup. Het was de achtste finaleplaats voor een Duitse club. Cologne Dodgers won in 2003 de CEB Cup, VfR Mannheim (1967, EC-I), Solingen Alligators (2004 en 2006, CEB) en Bonn Capitals (2018, CEB) waren verliezend finalist. Voor Tsjechië was het de zesde finaleplaats. Technika Brno won in 2001 de CEB Cup en SK Krč Praag deed dit (als Sokol) in 2002 en als Eagles Praag werd in 2017 in hetzelfde bekertoernooi verloren van Draci.
Uitslagen
| Groep A |                    |       |          |          |          |
| #       | Club               | W - V | MINS     | ZURI     | VARA     |
| 1       | VOITH Heidenheim   | 3 - 0 | 20-0 (5) | 13-0 (7) | 12-0 (7) |
| 2       | BC Minsk           | 2 - 1 |          | 11-8     | 15-0 (6) |
| 3       | Zürich Challengers | 1 - 2 |          |          | 5-3 (10) |
| 4       | Vindija Varazdin   | 0 - 3 |          |          |          |

| Groep B |                  |       |      |      |      |
| #       | Club             | W - V | MONT | KNTU | VALE |
| 1       | Draci Brno       | 3 - 0 | 6-5  | 10-0 | 2-1  |
| 2       | Montigny Cougars | 1 - 2 |      | 3-7  | 6-1  |
| 3       | BioTexCom KNTU   | 1 - 2 |      |      | 0-4  |
| 4       | Astros Valencia  | 1 - 2 |      |      |      |

| 1e-4e plaats |                  |          |                  |
| HF           | VOITH Heidenheim | 5-0      | Montigny Cougars |
| HF           | Draci Brno       | 15-1 (7) | BC Minsk         |
|              |                  |          |                  |
| 3e/4e        | Montigny Cougars | 3-2 (12) | BC Minsk         |
| F            | VOITH Heidenheim | 3-0      | Draci Brno       |

| 5e-8e plaats |                                  |                                  |                                  |
| HF           | BioTexCom KNTU                   | 12-3                             | Vindija Varazdin                 |
| HF           | Astros Valencia                  | 7-3                              | Zürich Challengers               |
|              |                                  |                                  |                                  |
| 7e/8e        | Zürich Challengers               | 16-1 (6)                         | Vindija Varazdin *               |
| 5e           | Astros Valencia + BioTexCom KNTU | Astros Valencia + BioTexCom KNTU | Astros Valencia + BioTexCom KNTU |

## Federations Cup
Door het ontbreken van San Marino werd niet alleen de Kroatische plaats in de CEB Cup behouden maar ook de plaats in het hoofdtoernooi van de Federations Cup waar Kroatië de plaats van Spanje innam. De degradatie plaatsen werden ingenomen door een Oostenrijks en Zwitsers team.
In de kwalificatietoernooien was Rusland was na twee jaar afwezigheid weer terug in het Europese clubhonkbal. In groep-1 kwam Apollo Bratislava uit Slowakije uit, in 2018 ook de degradant uit het hoofdtoernooi. Ten opzichte van 2018 waren de tweede deelnemers uit Bulgarije en Litouwen extra en ontbrak een deelnemend team uit Servië.

### Hoofdtoernooi
Dit toernooi werd van 10 tot en met 15 juni gespeeld in Karlovac, Kroatië.
De finale, de wedstrijd tussen de groepsnummers 1 en 2 om de promotieplaats naar de CEB Cup, ging dit jaar tussen twee clubs uit Oostenrijk, uit welk land nog niet eerder een club een Europese honkbalfinale had bereikt. In de poule fase eindigden ze voor CEB-titelhouder en winnaar van de Federations Cup in 2017 Borgerhout Squirrels. Dornbirn Indians viel de eer te beurt om de eerste Oostenrijkse bekerwinnaar te worden door Vienna Metrostars met 19-1 (5) te verslaan.
| Groep |                      |       |          |      |          |      |          |
| #     | Club                 | W - V | DORN     | BORG | KARL     | THER | LEKS     |
| 1     | Vienna Metrostars    | 4 - 1 | 16-6 (8) | 9-11 | 17-7 (7) | 8-7  | 12-1 (7) |
| 2     | Dornbirn Indians     | 3 - 2 |          | 15-7 | 15-0 (5) | 5-10 | 6-2      |
| 3     | Borgerhout Squirrels | 3 - 2 |          |      | 19-4 (5) | 5-6  | 24-7 (7) |
| 4     | Olimpija Karlovac    | 2 - 3 |          |      |          | 15-7 | 13-2     |
| 5     | Therwil Flyers       | 2 - 3 |          |      |          |      | 14-2 (7) |
| 6     | Leksand BSC          | 1 - 4 |          |      |          |      |          |

* Zwitserland verloor hiermee de startplaats in het hoofdtoernooi van de Federations Cup voor 2020, Zweden behoud een startplaats dankzij de zege van Sölvesborg Firehawks in het “ Kwalificatietoernooi 2”
| Finale             |          |                   |
| Dornbirn Indians * | 19-1 (5) | Vienna Metrostars |

* Oostenrijk verdiende hiermee een startplaats in de CEB Cup voor 2020

### Kwalificatietoernooi 1
Dit toernooi werd van 10 tot en met 15 juni gespeeld in Moskou, Rusland.
| Groep |                   |       |      |      |          |      |          |
| #     | Club              | W - V | SOFI | BRAT | KAUN     | LOND | RYBN     |
| 1     | Russtar Moskou    | 5 - 0 | 6-2  | 11-7 | 8-0      | 4-3  | 12-0 (7) |
| 2     | Sofia Blues       | 4 - 1 |      | 4-2  | 9-5      | 9-4  | 11-6     |
| 3     | Apollo Bratislava | 3 - 2 |      |      | 17-2 (6) | 4-2  | 22-18    |
| 4     | Kaunas County     | 1 - 4 |      |      |          | 6-3  | 9-11 (6) |
| 5     | London Mets       | 1 - 4 |      |      |          |      | 8-5      |
| 6     | KS Silesia Rybnik | 1 - 4 |      |      |          |      |          |

| Finale           |          |             |
| Russtar Moskou * | 19-1 (6) | Sofia Blues |

* Rusland verdiende hiermee een startplaats in het hoofdtoernooi voor 2020

### Kwalificatietoernooi 2
Dit toernooi werd van 10 tot en met 15 juni gespeeld in Blagoëvgrad, Bulgarije.
| Groep |                        |       |      |      |          |           |          |
| #     | Club                   | W - V | OSIE | SOFI | HERT     | TITA      | ALEX     |
| 1     | Sölvesborg Firehawks   | 4 - 1 | 2-8  | 19-5 | 22-3 (7) | 9-1       | 15-0 (5) |
| 2     | UKS Deby Osielsko      | 4 -1  |      | 8-9  | 18-8 (8) | 13-3 (7)  | 16-2 (7) |
| 3     | Athletic Sofia         | 4 - 1 |      |      | 24-5 (5) | 11-10 (10 | 20-5 (7) |
| 4     | Herts Falcons          | 1 - 4 |      |      |          | 13-2 (8)  | 3-6 (6)  |
| 5     | Utenos Titanai         | 1 - 4 |      |      |          |           | 15-9     |
| 6     | CS Atletico Alexandria | 1 - 4 |      |      |          |           |          |

| Finale                 |     |                   |
| Sölvesborg Firehawks * | 5-1 | UKS Deby Osielsko |

* Zweden behoud hiermee de verloren startplaats door Leksand BSC in het hoofdtoernooi voor 2020